# Globsec
GLOBSEC je nepolitická nevládní organizace se sídlem v Bratislavě. Její hlavní aktivita je každoroční GLOBSEC Forum, které organizuje od roku 2005. V roce 2024 se avšak tato konference konala poprvé v Praze. Mezi jiné projekty patří konference Tatra Summit o evropských záležitostech nebo Chateau Béla Central European Strategic Forum. Její think tank zvaný GLOBSEC Policy Institute prezentuje širokou výzkumnou oblast založenou na čtyřech pilířích (popis dále). Hlavními produkty jsou politické studie a analýzy různých témat v oblasti mezinárodní politiky a bezpečnosti. Od roku 2016 je GLOBSEC nejen název jednoho z pěti top fór pro mezinárodní bezpečnost ve světě, ale též legální entita a organizátor fóra.

## GLOBSEC Forum
Od svého založení v roce 2005 se každý rok koná v Bratislavě GLOBSEC Forum, které se stalo jednou z top 5 bezpečnostních konferencí. V roce 2016 se zúčastnilo přes 1000 hostí ze 70 krajin. Hlavní témy obsahovali globální bezpečnost, transatlantickou kooperaci a mezinárodní vztahy. Od svého začátku GLOBSEC hostil prominentní osobnosti jako David Cameron, Madeleine Albrightová, Anders Fogh Rasmussen, Ursula von der Leyenová, John McCain, Zbigniew Brzezinski a mnoho jiných.

## Historie
GLOBSEC vychází z tradice nezávislé nevládní organizace Slovenská atlantická komise (Slovak Atlantic Commission – SAC), kterou v roce 1993 založila skupina slovenských diplomatů. Cílem SAC bylo pomáhat integraci Slovenska do NATO a Evropské unie. Tyto plány se naplnily v roce 2004 a o rok později se do SAC přidala skupina studentů z Univerzity Mateje Bela v Banské Bystrici. V roce 2005 tato skupina založila každoroční GLOBSEC Forum pod vedením budoucího prezidenta GLOBSEC Róberta Vasse.

### Central European Strategy Council
Slovenská atlantická komise postupně rozšířila rozsah aktivit a vytvořila dvě sesterské organizace – think tank zvaný Central European Policy Institute (CEPI) a Centrum pro evropské záležitosti (Centre for European Affairs – CEA). V roce 2013 byl založen Tatra Summit, každoroční konference o evropských záležitostech a ekonomice. Tato síť organizací byla později sjednocena pod společnou entitu zvanou Středoevropská strategická rada – Central European Strategy Council, kde velvyslanec Rastislav Káčer je čestný předseda a Róbert Vass je CEO a výkonný viceprezident.

### GLOBSEC jako organizace
V roce 2016 na 11. GLOBSEC fóru prezident Róbert Vass oznámil, že celá síť známá jako Central European Strategy Council se přejmenuje na GLOBSEC a rozšíří své aktivity pro větší rozmach. Proto se think tank CEPI přejmenoval na GLOBSEC Policy Institute a rozšířil oblast svého výzkumu. GLOBSEC Policy Institute organizuje své aktivity ve čtyřech hlavních programech:
- bezpečnost a obrana – Security and Defence
- energie – Energy
- budoucnot Evropy – Future of Europe
- evropské sousedství – European Neighbourhood

## Aktivity
- GLOBSEC Forum
- GLOBSEC Policy Institute – think tank zkoumá, publikuje dotazníky, analýzy, odborné studie a doporučení.
- GLOBSEC Young Leaders’ Forum (GYLF) – fórum pro mladé lídry, koná se každý rok spolu s hlavním GLOBSEC fórem. GYLF spojuje desítky mladých jednotlivců z mnoha zemí a nabízí jim možnost učit se o tvorbě legislativy, diplomacii a na interakci s účastníky fóra GLOBSEC.
- Tatra Summit – každoroční fórum o evropských záležitostech
- Château Béla Central European Strategic Forum – každoroční fórum podle pravidel Chatham House Rule
- GLOBSEC Academy Centre – uvedené 26. dubna 2016, tento společný projekt GLOBSECu a Univerzity Mateje Bela v Banské Bystrici plánuje vychovat novou generaci expertů a analytiků pro globální bezpečnost a mezinárodní vztahy
- Česká a slovenská transatlantická cena (Czech and Slovak Transatlantic Award – CSTA) – společný projekt GLOBSECu a české nevládní organizace Jagello 2000. Od roku 2012 ji dostávají osobnosti, které významně přispěly ke kvalitě transatlantických vztahů. Mezi nejvýznamnější držitele patří Madeleine Albrightová, Carl Bildt, Bronisław Komorowski, David Petraeus a mnoho jiných.

### Změna sídla
V únoru 2024 uvedli představitelé organizace, že k organizaci konferenci potřebují podporu hostitelského státu. V souvislosti se jmenováním čtvrté vlády Roberta Fica tak uvedli, že zvažují, že sídlem jejich organizace a místem konání konference bude jiné evropské město. Jednou ze zvažovaných možností měla být také Praha. Vedení organizace pak v březnu 2024 potvrdilo, že konference se bude konat v Praze, což podpořil i český prezident Petr Pavel. Sídlem organizace samotné nicméně zůstala Bratislava.